# Semiothisa ferruginata
Semiothisa ferruginata är en fjärilsart som beskrevs av Moore 1887. Semiothisa ferruginata ingår i släktet Semiothisa och familjen mätare. Inga underarter finns listade i Catalogue of Life.